# Vetlot
Vetlot med Lilla Håpstam är en ö i Finland. Den ligger i Norra kvarken och i kommunen Vörå i den ekonomiska regionen  Vasa i landskapet Österbotten, i den västra delen av landet. Ön ligger omkring 26 kilometer nordöst om Vasa och omkring 380 kilometer norr om Helsingfors.
Öns area är 0,99 kvadratkilometer och dess största längd är 1,6 kilometer i nord-sydlig riktning. Ön höjer sig omkring 10 meter över havsytan. I omgivningarna runt Vetlot växer i huvudsak blandskog.

## Sammansmälta delöar
- Vetlot 63°15′57″N 22°02′00″Ö / 63.26588°N 22.03334°Ö
- Lilla Håpstam 63°15′35″N 22°02′30″Ö / 63.25962°N 22.04164°Ö